# Крајпуташи Ковачевићима - оцу Вујици и сину Миту у Ртарима
Крајпуташи Ковачевићима - оцу Вујици (†1915) и сину Миту (†1917) у Ртарима Општина Лучани налазе се на превоју Локва на планини Јелици, где се од деонице Чачак-Марковица-Лучани одваја пут за Ртаре.
Крајпуташи су подигнути у спомен Ковачевићима - оцу Вујици који је током Првог светског рата као редов последње одбране умро у Сремској Митровици 1915. године и његовом сину Миту,  који је две године касније погинуо у борбама на Кајмакчалану.
Вујица Ковачевић, син Аксентија и Стане, рођен је 1865. године. Према матичним књигама, женио се три пута. Са првом супругом, Ристом из Риђага имао је двоје деце: Ангелину и Илинку, са другом супругом Милевом из Лиса: Мита, Миљку, Видоја и Дринку, а са трећом супругом, Јулком, удовицом пок. Ђурђа Милетића из Тијања), Милуна, Миленка и Загорку.
Вујица се читав живот бавио земљорадњом. У Првом светском рату мобилисан је као „редов последње одбране стараца”. Преминуо је 1915. године у Сремској Митровици.

## Опис и стање споменика
Крајпуташ је у форми стуба усадника са ниском покривком, иззрађен је од жућкастог пешчара. На свим странама споменика уклесане су профилисане нише, надвишене декоративним крстовима. Текст епитафа започиње на предњој страни окренутој ка путу, а наставља на полеђини споменика. На бочној страни окренутој ка Овчару приказан је висок стилизован чирак, док је на супротној, јако оштећеној страни вероватно била приказана војничка пушка или неки предмети који ближе описују живот покојника.
Споменик је у јако лошем стању, прекривен лишајем и великим површинским оштећењима. Напукао је по целој висини и вероватно га само вешто профилисана камена покривка држи уцело.

## Епитаф
Овај спомен показује
житије овог брата Србина
ВУИЦЕ Ковачевића
овог села Ртара
који часно и поштено
у свом домазлуку отлично
поживи 55 год.
а у несретном рату 1915 год.
преминуо у Сремској Митровици.
Остави ожалошћену супругу Јулку
синове Мита, Видоја, Милуна и Миленка,
кћери Ивку, Миљку и Загорку
кои му жалосни час оплакују
и овај тужни споменик подигоше
молећи овуда мимо-пролазника
да погледају спомен... (даље нечитко)
Мито (рођ. 1890), син Вујице Ковачевића са другом супругом Милевом, као каплар 1. чете 1. батаљона XI пука првог позива погинуо је 1917. године на Ветернику, једном од врхова Кајмакчалана. Тамо је и сахрањен.

## Опис и стање споменика
Крајпуташ је у облику дебље вертикалне плоче, исклесан од жућкастог пешчара. По удубљењу у врху споменика види се да је некада имао покривку. Орнаментика је нешто плошнија, изведена плитким урезима. Текст епитафа у потпуности је оштећен на предњој страни, која је у потпуности опузла. Натпис се наставља на полеђини споменика, док су на бочним странама приказани војничка пушка, кандило и чирак.
Текст епитафа познат је по препису, са сегментом који се као пример „дивних песничких записа” наводи у књизи „Камена књига предака” Радојка Николића.
У дну источне стране уклесан је потпис каменоресца Миладина Ковачевића из Дучаловића.

## Епитаф
Овај споменик преставља војника
што погину на врх Ветерника
Покрај мора на Грчкој планини
Остаде му младост у туђини.
МИТО Ковачевић из Ртара
рођен... погибе 5. септембра 1917. г.
Погибе од Бугарског стрељачког зрна.
Мито је учестовао у рату 1914-15 г.
као и на Солунском фронту
где је као крабар и одликован.
Зато данас слава нашем брату
што погибе у Европском рату
Кад Србија у ропству цвиљаше
тада Мито слободу ствараше
Ал на жалост слободу не виде
Бугарин га с овог света скиде
Овај споменик подигоше му мати Јулка
и браћа Видоје, Милун и Миленко.
Изради Миладин Ковачевић из Дучаловића.